# ВЕС Амрумбанк-Вест
ВЕС Амрумбанк-Вест (нім. Amrumbank West) — німецька офшорна вітроелектростанція, введена в експлуатацію у жовтні 2015 року. Місце для розміщення ВЕС обрали в Північному морі за 37 км на захід від острова Амрум, що лежить біля узбережжя Шлезвіг-Гольштейну, та за 35 км на північ від Гельголанду.
Ще у 2005 році в цьому районі за допомогою самопідіймального судна MEB-JB1 встановили метеорологічний вимірювальний пост. Будівництво власне ВЕС розпочалось у 2014 році зі спорудження фундаментів. 19 із 80 паль (довжиною 70 метрів, діаметром 6 метрів та вагою по 800 тонн) встановив плавучий кран Svanen, після чого до роботи стало спеціалізоване самопідіймальне судно MPI Discovery. Останнє також монтувало всі 80 перехідних елементів, до яких кріпляться башти вітроагрегатів. При цьому для пришвидшення процесу роботи зі зцементовування паль та перехідних елементів виконувало спеціально дообладнане судно для встановлення якорів Far Sapphire. Монтаж самих вітрових турбін виконувало судно MPI Adventure, яке завершило його у вересні 2015 року.
Плавучий кран Rambiz здійснив роботи за спорудження офшорної трансформаторної підстанції, опорна основа («джакет») якої важила майже 990 тонн, а надбудова з обладнанням («топсайд») 1115 тонн. Для видачі продукції кабелеукладальне судно Giulio Verne спорудило відтинок у 8 км до офшорної платформи HelWin beta.
80 вітроагрегатів ВЕС розташовані на площі 32 км2 в районі з глибинами моря від 20 до 25 метрів. На баштах висотою 90 метрів змонтували вітрові турбіни Siemens SWT-3.6-120 одиничною потужністю 3,6 МВт та діаметром ротора 120 метрів.
Загальна вартість проекту, реалізованого компанією E.ON, становила 1 млрд євро. Очікується, що станція вироблятиме 720 млн кВт-год електроенергії на рік.